# فرخ سیفی‌یف
فرخ سیفی‌یف (زادهٔ ۱۷ ژانویهٔ ۱۹۹۱) یک بازیکن فوتبال ازبکستانی است که در پست دفاع چپ بازی می‌کند. او هم‌اکنون عضو تیم ملی فوتبال ازبکستان نیز هست.